# Юсупов, Усман Юсупович
Усма́н Юсу́пович Юсу́пов (узб. Usmon Yusupovich Yusupov; 18 февраля [1 марта] 1901, Ферганская область — 7 мая 1966, Янгиюль, Ташкентская область) — советский государственный и партийный деятель, первый секретарь ЦК Компартии Узбекистана (1937—1950). Входил в состав особой тройки НКВД СССР.

## Биография
Родился в семье узбекского батрака. С 1918 года — рабочий на хлопкоочистительном заводе.
- 1926—1928 — председатель Ташкентского окружного комитета профсоюза строителей;
- 1928—1929 — секретарь Ташкентского окружного комитета КП(б) Узбекистана;
- 1929—1936 — секретарь ЦК КП(б) Узбекистана;
- 1931—1934 — председатель Средазбюро ВЦСПС;
- 1936 — нарком пищевой промышленности Узбекской ССР.

В 1937—1950 гг. — первый секретарь ЦК КП(б) Узбекистана. Руководил по партийной линии развёртыванием массовых репрессий против «националистов» и «сепаратистов» в 1937—1939 годах. Этот период отмечен вхождением в состав особой тройки, созданной по приказу НКВД СССР от 30 июля 1937 года № 00447 и активным участием в сталинских репрессиях.
В 1946 году, будучи секретарём ЦК, Патоличев перед Сталиным защищал партийного лидера Узбекистана Усмана Юсупова. «Дело Юсупова» было возбуждено на основании анонимного заявления о злоупотреблениях. Но Патоличев сумел убедить «вождя всех народов», что это навет недоброжелателей.
- 1950—1953 — министр хлопководства СССР;
- 1953—1955 — председатель Совета министров Узбекской ССР;
- 1955—1959 — директор совхоза № 4 Баяутского района Ташкентской области;
- 1959 — выход на пенсию;
- 1962—1966 — директор комбината «Халкабад» Янгиюльского района Ташкентской области.

Член ВКП(б) с 1926 года. Делегат XVI—XIX съездов партии. Член ЦК КПСС (1939—1956). Депутат Верховного Совета СССР 1—4 созывов, член Президиума Верховного Совета СССР (1938—1950).
Похоронен в Ташкенте на Чигатайском кладбище.
Имя было присвоено Большому Ферганскому каналу.

## Награды и звания
- Орден Ленина (21.01.1939)[3] — за выдающиеся успехи в сельском хозяйстве и особенно за перевыполнение плана по хлопку
- Орден Ленина (25.12.1944)[4]
- Орден Ленина (06.02.1947)[5]
- Орден Ленина (23.01.1946)[6]
- Орден Ленина (16.01.1950)[7]
- Орден Ленина
- Орден Отечественной войны 1-й степени
- Орден Трудового Красного Знамени (22.12.1939)[8]
- Орден «Знак Почёта»
- Медали

## Кино
Фильм «Смысл жизни» о строительстве Ферганского канала под руководством Усмана Юсупова снят в 1987 году режиссёром Дамиром Салимовым.